# Ernesto Tomasi
Ernesto Tomasi (ur. 30 października 1906 w Ventimiglia, zm. 1997) – włoski piłkarz, grający na pozycji pomocnik, trener piłkarski.

## Kariera piłkarska

### Kariera klubowa
Wychowanek klubu Ventimigliese, w którym rozpoczął karierę piłkarską w roku 1925. Latem 1927 przeniósł się do Savony. W 1931 wyjechał do Francji, gdzie bronił barw klubów OGC Nice i Olympique Marsylia. W 1933 podpisał kontrakt z Romą. W 1937 przeszedł do Juventusu. W 1940 wrócił do Savony. W 1945 został piłkarzem Sanremese. Potem grał w klubach Voghera i AS Cannes. W 1947 zakończył karierę piłkarza.

## Kariera trenerska
Jeszcze będąc piłkarzem rozpoczął karierę szkoleniową. W latach 1942–1945 trenował również Savonę, a w 1945–1946 łączył funkcję piłkarskie i trenerskie w Sanremese. Od 1950 do 1952 ponownie prowadził Sanremese.

## Sukcesy i odznaczenia

### Sukcesy klubowe
Juventus
- zdobywca Pucharu Włoch: 1937/38